# Calicheamicine
 Les calichéamicines sont une classe d'énédiynes antibiotiques antitumoraux dérivés de la bactérie Micromonospora echinospora, la calichéamicine γ1 étant la plus notable. On l’isole à l'origine au milieu des années 1980 à partir du sol crayeux, ou « caliche pits », situé à Kerrville au Texas. Un scientifique travaillant pour Lederle Labs collecte cet échantillon. Elle est extrêmement toxique pour toutes les cellules et, en 2000, un immunoconjugué ciblant l’antigène CD33, la N-acétyl diméthyl hydrazide calichéamicine, se développe et se commercialise comme une thérapie ciblée contre le cancer non solide leucémie myéloïde aiguë (LMA). Un second anticorps monoclonal lié à la calichéamicine, l’inotuzumab ozogamicine (commercialisé sous le nom de Besponsa), un conjugué anticorps-médicament anti-CD22, reçoit l'approbation de la FDA le 17 août 2017 pour être utilisé dans le traitement des adultes atteints de leucémie aiguë lymphoblastique à cellules B en rechute ou réfractaire. La calichéamicine γ1 et l’esperamicine apparentée font partie des agents antitumoraux les plus puissants connus.

## Mécanisme de toxicité
Les calichéamicines ciblent l'ADN et provoquent une coupure des brins. Elles se lient à l'ADN dans le petit sillon, où elles subissent ensuite une réaction analogue à la cyclisation de Bergman, générant une espèce diradicale. Ce diradical, 1,4-didéhydrobenzène, abstrait alors des atomes d'hydrogène de l’épine dorsale désoxyribose (sucre) de l’ADN, ce qui conduit à la rupture des brins. La spécificité de liaison de la calichéamicine au petit sillon de l’ADN s'explique par le groupe aryl-tétrasaccharide de la molécule, comme le démontrent Crothers et al. (1999),.

## Biosynthèse

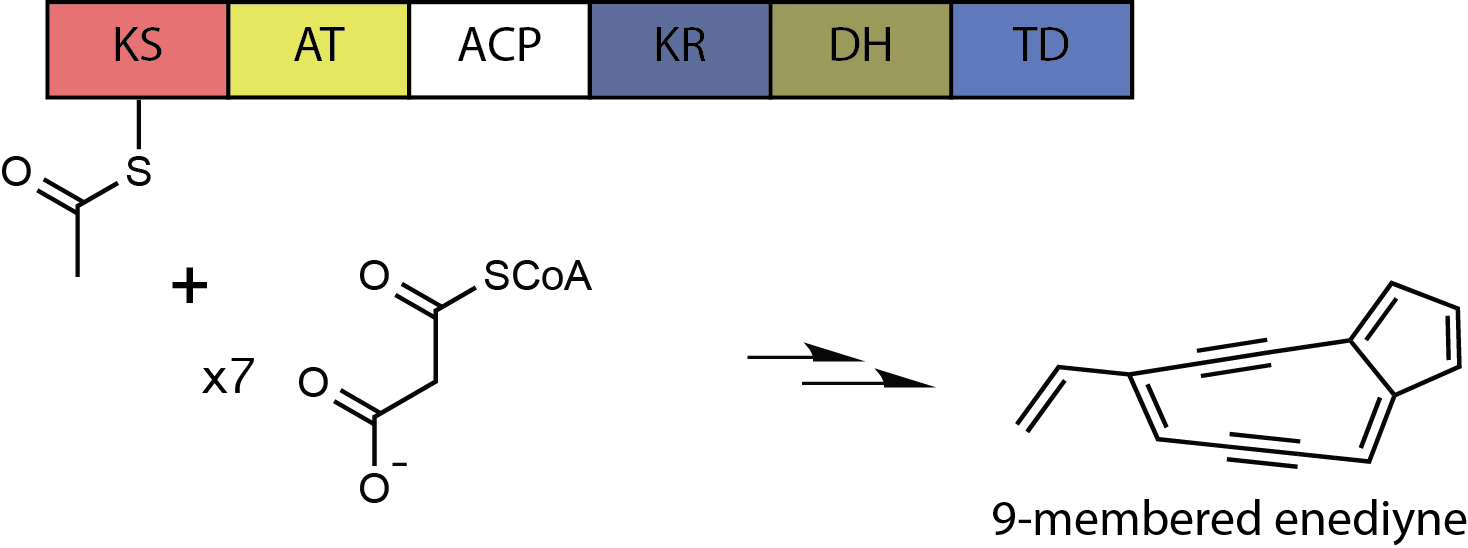
PKS itératif

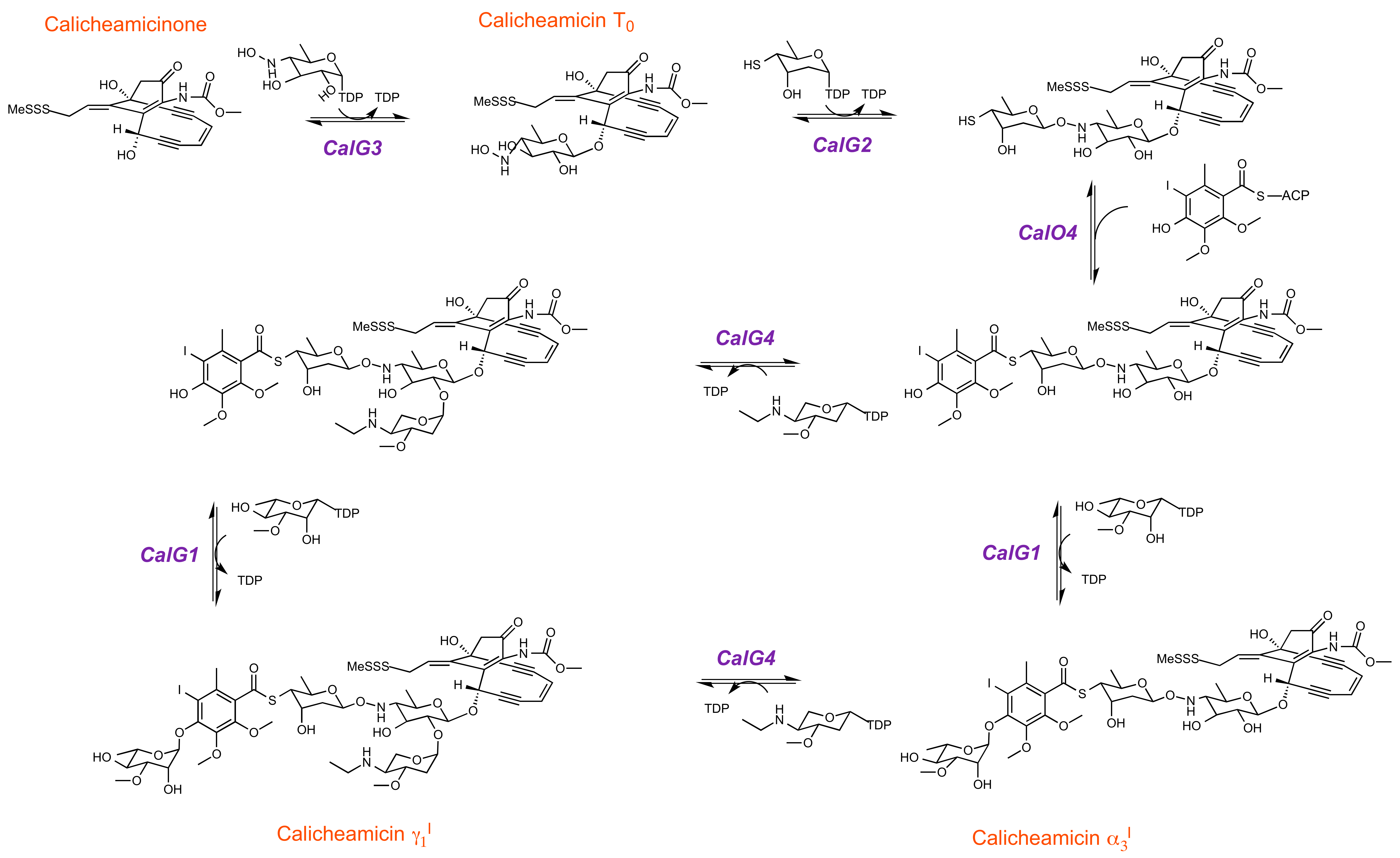
Schéma de la voie de glycosylation de la calichéamicine

La voie métabolique de biosynthèse de cette molécule ressemble à celle d'autres composés énédiynes caractérisés et suit une voie polycétide synthase (PKS) itérative. Ce type I PKS charge l’Acétyl-CoA, puis ajoute de manière répétée un total de sept Malonyl-CoA. Le polycétide en croissance est modifié à chaque itération par le domaine cétoréductase (KR) et le domaine déshydratase (DH), produisant un polyène de 15 carbones, qui est ensuite traité par des enzymes accessoires pour produire le noyau énédiynique putatif de la calichéamicine,,. La maturation du noyau polycétidique devrait être assurée par l’action d’enzymes supplémentaires pour fournir un intermédiaire de type calichéamicinone, servant de substrat à la glycosylation subséquente[citation nécessaire].

## Glycosylation
La glycosylation de la calichéamicinone nécessite quatre glycosyltransférases (CalG1-4) et une acyltransférase (CalO4), chacune reconnaissant un nucléotide-sucre spécifique ou un substrat d’acide orsellinique. Des études biochimiques majeures menées par Thorson et ses collaborateurs révèlent que les réactions catalysées par ces glycosyltransférases sont hautement réversibles. Ce fut un changement de paradigme dans le contexte de la catalyse des glycosyltransférases, et Thorson et ses collègues démontrent ensuite que ce phénomène est général et peut être exploité pour la synthèse de nucléotides-sucres et la « glycorandomisation ».
Les structures des quatre glycosyltransférases sont également publiées par le même groupe, révélant un motif de liaison conservé à la calichéamicine, qui coordonne l’épine dorsale de l’énédiyne par des interactions avec des résidus aromatiques. Le site catalytique de CalG1, CalG3 et CalG4 possède une dyade catalytique conservée d’histidine et d’aspartate, favorisant l’attaque nucléophile sur le groupe hydroxyle accepteur des intermédiaires de calichéamicine. Ce motif est absent de CalG2, suggérant un mécanisme catalytique différent dans cette enzyme.

## Résistance
La calichéamicine présente une toxicité sans distinction envers les bactéries, les champignons, les virus et les cellules et organismes eucaryotes, soulevant la question de savoir comment Micromonospora, producteur de la calichéamicine, parvient à ne pas s’empoisonner lui-même. Une réponse à cette question est proposée en 2003, lorsque Thorson et ses collaborateurs révèlent le premier exemple connu d’un mécanisme de résistance par « autodestruction », encodé par le gène calC du cluster génétique de biosynthèse de la calichéamicine.
Dans cette étude, les scientifiques démontrent que la calichéamicine clive le site spécifique de la protéine CalC, détruisant ainsi à la fois la calichéamicine et la protéine CalC, ce qui empêche les dommages à l’ADN. Le même groupe parvient à résoudre la structure de CalC et, plus récemment, en collaboration avec des chercheurs du Center for Pharmaceutical Research and Innovation (CPRI), identifie des homologues structurels ou fonctionnels codés par des gènes du cluster de biosynthèse de la calichéamicine, précédemment répertoriés comme ayant une fonction inconnue,. Dans cette dernière étude, les auteurs suggèrent que les homologues de CalC pourraient jouer un rôle dans la biosynthèse en tant que cyclases polycétidiques nécessaires au repliement ou à la cyclisation des intermédiaires précoces menant à la calichéamicine[citation nécessaire].

## Histoire
Il est proposé que Alexandre le Grand soit empoisonné en buvant l'eau de la rivière Mavroneri (identifiée à la mythologique rivière Styx), supposée être contaminée par ce composé. Cependant, les toxicologues estiment qu’une connaissance approfondie de la chimie biologique serait nécessaire pour l’utilisation d’un tel poison dans l’Antiquité,.